# Amsham (Egglham)
Amsham ist ein Gemeindeteil der Gemeinde Egglham im niederbayerischen Landkreis Rottal-Inn. Amsham liegt am Kothbach im Isar-Inn-Hügelland etwa zwei Kilometer südöstlich von Egglham.

## Geschichte
Amsham wurde im Jahr 1130 erstmals urkundlich genannt, als ein „Balduin de Omesheim“ als Zeuge in einer Aldersbacher Urkunde erscheint. Der Name geht auf den Personennamen Odmar (oder eine Kurzform davon) zurück. Anfang des 14. Jahrhunderts gehörte der Sitz den Edlen von Chamerau. 1442 erwarb Alban von Closen Amsham. Mit einer kurzen Unterbrechung blieb die Hofmark im Besitz derer von Closen, bis Hans von Closen zu Arnstorf und Gern die Hofmark nebst allen Gütern 1523 an die Brüder Hans und Kaspar die Offenheimer zu Talberg verkaufte. Die Nachkommen der Gebrüder Offenheimer teilten den Besitz auf.
1680 wurde die Hofmark Amsham von Graf Gottfried Wilhelm von Rheinstein und Tattenbach ersteigert. 1748 tauschten die Grafen von Tattenbach die Hofmark gegen die Hofmark Voitshofen mit Kloster Aldersbach. Bis zur Säkularisation verblieb sie beim Kloster. Das Schloss ist nicht mehr vorhanden.
1818 wurde die Ruralgemeinde Amsham im Landgericht Vilshofen gebildet. In kirchlicher Hinsicht Filiale der Pfarrei Egglham, wurde Amsham im Dezember 1902 Expositur und mit Urkunde vom 5. Juni 1921 Pfarrei. 
Bei der Gebietsreform in Bayern schloss sich am 1. Oktober 1971 die Gemeinde Amsham mit Egglham zusammen, woraus die heutige Gemeinde Egglham entstand.

## Sehenswürdigkeiten
- Die Pfarrkirche St. Georg ist bereits 1372 als sand Jörig ze Amshaim urkundlich erwähnt. Sie besitzt romanische Bauteile. Um 1500 wurde das Langhaus erhöht und eingewölbt sowie der Chor erneuert. 1712 erhielt der Turm einen barocken Aufsatz, der 1874 einem Turmachteck mit Spitzturm wich. 1873 wurde das Langhaus um 6,19 Meter verlängert. Die Ausstattung stammt größtenteils aus dem Jahr 1964.

## Vereine
- FC Amsham
- Rollerclub Egglham/Amsham
- Jagdgenossenschaft Amsham
- Kegel-Club Amsham
- Reit- und Fahrverein Amsham[2]
- Trachtenverein Amsham
- Veteranenverein Amsham
- Katholischer Deutscher Frauenbund Zweigverein Egglham - Amsham
- Kothbachschützen Egglham-Amsham e.V

## Bildung und Erziehung
- Grundschule Egglham[3]

## Einrichtungen
- Familienschwimmbad Amsham